# Громадська думка
Грома́дська ду́мка, або суспі́льна ду́мка, опі́нія — уявлення про спосіб існування свідомості, як сукупної свідомості окремих індивідів, об'єднаних у суспільні групи, які пов'язані спільністю інтересів, у якому фіксується ставлення до подій або явищ громадського життя. У повсякденному житті громадською думкою вважають думку колективу (спільноти) про події та факти внутрішнього й зовнішнього життя, поведінку окремих членів колективу. У державному управлінні для того щоб з'ясувати громадську думку органи публічної влади проводять громадські обговорення, які в Україні все помітніше отримують конституційно-правове регулювання.

## Загальний опис
Першим згадуванням поняття «громадська думка» вважають використання латинських виразів «publika opinion» і «opinion publika» у творі «Полікратик» англійського схоласта Йоханнеса фон Солсбері. Й. фон Солсбері є представником раннього гуманізму, читав класиків античності і від них сприйняв думку про владу «opinion publika». Тому складно дізнатися, коли саме виникли тема громадської думки стосовно суспільного життя та саме поняття. Напевно, можна говорити, що це відбулося у часи виникнення людської цивілізації та демократії. 

### Структура громадської думки
У структурі громадської думки вирізняють три компоненти:
— раціональний (утворюють знання про об'єкт);
— емоційний (утворюють емоційне сприймання об'єкта та емоційні переживання, які виявляються у певних почуттях);
— вольовий (утворюють волю особистості, яка входять суб'єкт громадської думки).
Носіями громадської думки є члени суспільства. Часто суспільна думка може бути суперечливою.

### Функції громадської думки
Загалом громадській думці властиві такі функції:
- Інформаційна, сутністю якої є надання інформації про суб'єкнивний світ людини, її ставлення до подій і явищ дійсності.
- Нормативна або регулятивна, що формує соціальні, політичні, культурні, моральні правила і норми в суспільстві, цінності та їх установки.
- Оціночна, що виявляється у формуванні ціннісного судження з якогось питання.
- Експресивна, що реалізовується у впливі на державні інститути влади та органи управління.
- Консультативна, що передбачає участь у підготовці і прийнятті певних рішень управлінськими органами, надання необхідних порад, консультацій з тієї чи іншої проблеми.
- Директивна, що полягає у винесенні рішень із суспільно важливих проблем і знаходить вияв під час виборів, референдумів, а також у різних формах самоврядування.
- Прогностична, що уможливлює прогнозування суспільних змін, виявлення та усунення деструктивних факторів у суспільному житті.
- Виховна, що забезпечує вплив на поведінку людини.
- Критична, що вказує на наявні в суспільстві недоліки шляхом проведення мітингів, демонстрацій, страйків, виступів.

Необхідними умовами реалізації функцій громадської думки є демократичність політичного та економічного суспільного устрою; забезпечення вільного висловлювання своєї думки; наявність вільного і безперешкодного доступу громадськості до необхідної інформації як засобу формування компетентної думки;взаємодія громадської думки, владних структур, засобів масової інформації, політики та ідеології.